# Chopcovica
Chopcovica – potok górski na słowackim Liptowie, lewostronny dopływ Bocy. Ma długość 3,4 km.
Jego źródła znajdują się w Tatrach Niżnych (Dumbierskie Tatry) na wysokości około 1480 m. Zbiera wody trzech potoków – dwóch wpływających do niej z lewej strony i jednego z prawej. Wpada do Bocy na wysokości około 835 m.